# Sielsowiet Lubań (obwód homelski)
Sielsowiet Lubań (biał. Любанскі сельсавет, Lubanski sielsawiet; ros. Любанский сельсовет) – sielsowiet na Białorusi, w obwodzie homelskim, w rejonie oktiabrskim, z siedzibą w Lubaniu.

## Demografia
Według spisu z 2009 sielsowiet Lubań zamieszkiwało 832 osób, w tym 746 Białorusinów (89,66%), 49 Rosjan (5,89%), 29 Ukraińców (3,49%), 4 Mordwinów (0,48%) i 4 osoby innych narodowości.

## Geografia i transport
Sielsowiet położony jest na Polesiu, we wschodniej części rejonu oktiabrskiego. Główną rzeką jest Tremla. Na jego terytorium znajduje się Rezerwat Biologiczny Babiniec.
Przez sielsowiet przebiegają jedynie drogi lokalne.

## Miejscowości
- agromiasteczko:
  - Lubań
- wsie:
  - Czarniauka
  - Haduni
  - Harochawiszczy
  - Iwaniszczawiczy
  - Karma
  - Mikul-Haradok
  - Padwietka
  - Prużyniszczy